# Центральне нагір'я (В'єтнам)
13°45′ пн. ш. 108°15′ сх. д. / 13.75° пн. ш. 108.25° сх. д.
Центральне нагір'я (в'єт. Tây Nguyên, з кит. 西原) — регіон у південній частині В'єтнаму. Межує з Камбоджею та Лаосом. До нього входять провінції Даклак, Дакнонг, Зялай, Контум і Ламдонг.
Значна частина населення регіону складається з етнічних меншин, таких як монтаньярди, мионги, тхай та хоа. Під час війни у В'єтнамі американські війська намагалися зберегти територію під впливом Південного В'єтнаму, насамперед шляхом вербування корінних народів до Групи цивільної нерегулярної оборони (CIDG).
Сьогодні роль центру регіону поділяють міста Буонметхует як найбільше та Далат як туристичний центр.
Нагір'я відіграє важливу роль у зовнішній торгівлі В'єтнаму, особливо як регіон вирощування кави. Крім того, тут виощують інші фрукти та овочі, які рідко зустрічаються в Південно-Східній Азії, такі як полуниця, виноград, практично всі види капусти, артишок та спаржа.

## Географія
Центральне нагір'я - це низка плато, що межує з нижньою частиною Лаосу та північно-східною Камбоджею, а саме: плато Кон Тум на висоті 500 м, плато Кон Плонг, плато Кон Ха Нонг, плато Плейку на висоті 800 м, плато Мдрак на висоті близько 500 м, плато Джок-Лок на висоті близько 800 м, плато Мо-Нонг на висоті близько 800-1000 м, плато Лам-В'єн на висоті близько 1500 м і плато Ді-Лінь на висоті близько 900-1000 м. Всі ці плато розташовані на південь від хребта Аннаміт.
Центральне нагір'я здебільшого дренується притоками Меконгу. Річка Сесан або Тонле Сан дренує північну частину нагір'я, а річка Срепок - південну. Від східного краю нагір'я до в'єтнамського узбережжя протікає низка коротших річок.

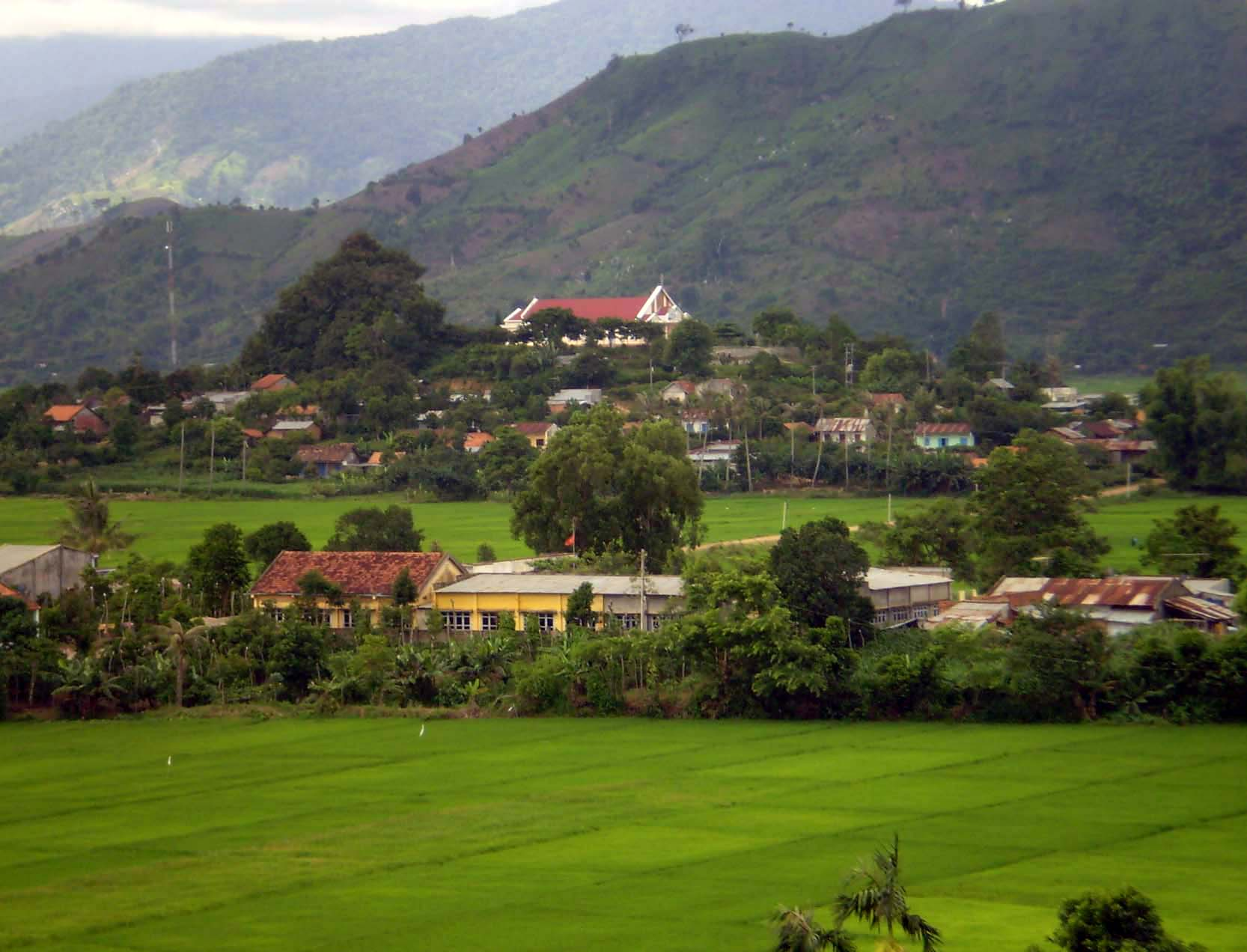
Село Донг Сон у провінції Даклак, оточене горами.

Тхайне можна розділити на три субрегіони відповідно до їх відхилень у топографії та кліматі, а саме Північний Тхайне (Bắc Tây Nguyên) (включає провінції Контум і Гіалай), Середній Тхайне (Trung Tây Nguyên) (охоплює провінції Джоклок і Джокнонг), Південний Тхайне (Nam Tây Nguyên) (Lâm Đồng). Трунг Тхай Нгуєн має меншу висоту над рівнем моря і, відповідно, вищу температуру, ніж інші два субрегіони.